# Гута (Ужгородський район)
Гу́та — село в Ужгородському районі Закарпатської області. Відстань до райцентру становить близько 13 км і проходить автошляхом Н13.

## Історія
Село не згадується в урбаріальному описі від 1631 року. Гута, очевидно, виникла близько середини XVII ст. Засновниками села були переселенці, майстри з виготовлення скла, яких у той час називали гутниками.
За урбаріальним описом 1691 року в Гуті обліковано 7 домогосподарств склоробів, які зараховані до желярських. У 1715—1720 рр. село спорожніло.
У другій половині XVIII ст. село було заселено новими руськими переселенцями.
Колись же село було центром виробництва скла, деревного вугілля, заготівлі лісу, а пізніше — постачальником фруктів чи не для всього Радянського Союзу. За урбаріальним описом 1691 року в Гуті обліковано 7 домогосподарств склоробів. Скло виплавляли з піску, який добували тут же. Також технологія виробництва вимагала наявності поташу, який робили із деревної золи. Тому вирубки лісу та виготовлення деревного вугілля також довгий час були супутніми, а потім і самостійними промислами у цій місцевості.
Зараз про «скляне» минуле села свідчить лише назва. До речі, не одна. Поселення, яке сьогодні є цілісною адміністративною одиницею, історично складалося з трьох географічних хуторів-осередків: Середньої Гути, Сухої Гути та… Скляної Гути. Ці назви місцеві мешканці використовують й сьогодні. Щоправда, Скляна Гута — найдавніша частина поселення — вже не існує. Там, де вона розташовувалася, зараз стоїть прикордонна застава. Від центральної вулиці до неї — близько кілометра. через Суху Гуту була прокладена вузькоколійка, нею ліс доправляли до Ужгорода, а потім і далі — за кордон. Паровоз, який возив деревину, місцеві мешканці називали ласкаво — Пітіко.
Село неабияк славилося черешнями. «Злата Гута» — так колись називали населений пункт за надзвичайну урожайність і за те, що тут усе росло, усе приймалося. у селі є два храми — старий римо-католицький та новий православний. Нову церкву кілька років тому збудували на місці колишньої радянської… бані. Ще одна цікава сакральна пам'ятка розташована на Сухій Гуті — там збереглася давня дзвіниця з вигравіруваною датою — 1807 рік.

## Політика

### Парламентські вибори, 2019
На позачергових парламентських виборах 2019 року у селі функціонувала окрема виборча дільниця № 210570, розташована у приміщенні клубу.
Результати
- зареєстровано 234 виборці, явка 71,37%, найбільше голосів віддано за «Слугу народу» — 45,45%, за «Опозиційну платформу — За життя» — 29,09%, за Всеукраїнське об'єднання «Батьківщина» — 6,06%.[1] В одномандатному окрузі найбільше голосів отримав Андрій Андріїв (самовисування) — 36,96%, за Роберта Горвата (самовисування) — 24,64%, за Олександра Пекаря (Слуга народу) — 18,84%[2].

## Символіка
Герб с. Гута є промовистим і виконаний у ретростилі, тобто, поєднання класичного і модерного стилів. Щит по всьому периметру площини в кольоровому вирішенні нагадуватиме елементи і конфігуративність простих форм скляних виробів тогочасних ремісничих технологій (приблизно початок XVIII ст.). Асортимент скляних виробів був обмежений: пляшки різних величин, кухолі, мисочки, підставки для пасочних яєць тощо. Ці вироби мали малий ринок збуту.
У центральній частині герба скомпоновано постать ремісника в робочому русі на фоні простої печі-розігріву та стола круглої металевої форми, на якому вмонтовано графітну горілку-горн наповнену дубовим або буковим вугіллям постійно підтримуване горінням, через нагнітання повітря ножним міхом-піддувалом.
Поряд з горілкою-горном зліва і справа дві дерев’яні виїмки для надання перших форм того чи іншого скляного виробу. В нижній частині герба розміщено барвінковий вінок (в Ужанській долині історично-типово, традиційно і святково), у центрі якого скомпоновано яблуко. Це доповнення - своєрідний символ щорічного свята «Збір урожаю» у селі Гута. У верхній частині герба назва села - Гута. Напис виконано готично-кириличним, осучасненим шрифтом, щоб підсилити узагальнене візуальне сприйняття художнього образу села Гута.

## Населення
За переписом населення 2001 року в селі мешкали 282 особи.

### Мова
Розподіл населення за рідною мовою за даними перепису 2001 року:
| Мова       | Відсоток |
| ---------- | -------- |
| українська | 92,63 %  |
| словацька  | 3,86 %   |
| російська  | 3,51 %   |

## Туристичні місця
- центр виробництва скла
- через Суху Гуту була прокладена вузькоколійка, нею ліс доправляли до Ужгорода, а потім і далі — за кордон. Паровоз, який возив деревину, місцеві мешканці називали ласкаво — Пітіко.
- старий римо-католицький храм
- давня дзвіниця з вигравіруваною датою — 1807 рік. 